# 865

## Nașteri
- Abu Bakr Muhammad ibn Zakariya al-Razi, alchimist, medic, filosof, savant persan (d. 925)
- Al-Nayrizi, matematician și astronom persan (d. 922)

## Decese
- Oscar (Ansgarius), călugăr benedictin, episcop și ulterior sfânt (n. 801)